# Палента
Палента (од итал. polenta) јело је од куваног кукурузног брашна које се кроз историју правило од других житарица. Може се послуживати као врућа каша, или се може охладнити и стврднути у векну која се може пећи, пржити или гриловати.
Сорта житарице које се користи обично је жути кукуруз, али се често користи и хељда, бијели кукуруз или њихове мјешавине. Грубо мљевени дају чврсту, грубу паленту; фино мљевени дају кремасту, меку паленту. Палента је незаобилазни дио сјеверноиталијанске, швајцарске и балканске (гдје је позната као качамак, жгањци или мамалига) кухиње (у мањој мјери, у средњоиталијанској, нпр. тосканској, кухињи), а њега конзумација је у прошлости била традиционално повезана са нижим класама, јер је у прошлости каша од кукурузног брашна била основна храна у њиховој свакодневној исхрани.